# Cantonul Beaufort-en-Vallée
Cantonul Beaufort-en-Vallée este un canton din arondismentul Angers, departamentul Maine-et-Loire, regiunea Pays de la Loire, Franța.

## Comune
- Beaufort-en-Vallée (reședință)
- Brion
- Corné
- Fontaine-Guérin
- Gée
- La Ménitré
- Mazé
- Saint-Georges-du-Bois